# Бермудские Острова на летних Олимпийских играх 1984
Бермуды принимали участие в Летних Олимпийских играх 1984 года в Лос-Анджелесе (США) в одиннадцатый раз за свою историю, но не завоевали ни одной медали. Сборную страны представляла 1 женщина.